# Personenschiffsverkehr Josef Schweiger
Personenschiffsverkehr Josef Schweiger ist der Name eines familiengeführten Fahrgastschifffahrts-Unternehmens in Kelheim.

## Geschichte
Das Ehepaar Rosa und Josef Schweiger gründete im Jahr 1967 den Personenschiffsverkehr Josef Schweiger, der bis 2012 von Josef Schweiger (1928–2020) geführt wurde. Rosa Schweiger erwarb 1974 als erste Frau an der Donau das Schifferpatent. 1979 trat die Tochter Renate die Ausbildung zur Binnenschifferin an, 1984 erwarb sie das Donau-Kapitänspatent. Nachdem sich ihr Vater in den Ruhestand zurückgezogen hatte, übernahm Renate Schweiger die Leitung des Unternehmens. Ihr Sohn Andreas, ebenfalls Schiffsführer, soll später die Nachfolge antreten. Das Unternehmen bietet mittlerweile außer Linienverkehr auch Charterschifffahrt etc. an.
1971 hatten sich mehrere Kelheimer Schiffahrtsunternehmen, darunter auch der Personenschiffsverkehr Josef Schweiger, zu den Vereinigten Schiffahrtsunternehmen Kelheim zusammengeschlossen. Mittlerweile heißt dieser Verband Personenschifffahrt im Donau- und Altmühltal. Die Unternehmen teilen sich den Anleger, geben einheitliche Fahrkarten aus und verteilen den Ertrag nach einem festgelegten Schlüssel.

## Schiffe
Traditionell tragen die meisten Schiffe des Personenschiffsverkehrs Josef Schweiger den Namen Renate.
Dies war schon bei dem Schiff, mit dem Rosa und Josef Schweiger 1967 ihr Unternehmen starteten, der Fall. Kurioserweise scheint das Schiff, das gebraucht gekauft wurde, bereits vor der Anschaffung durch das Ehepaar Schweiger Renate geheißen zu haben: Das Schiff wurde 1931 bei der Schiffswerft und Maschinenfabrik Heinrich Bröhl & Söhne in Mondorf am Rhein gebaut und 1949 um 5 Meter verlängert. Es diente als kleines Fahrgastschiff auf dem Rhein. Ab 1958 wurde es als Fähre zwischen Kaiserswerth und Langst genutzt. Spätestens seit dieser Zeit trug es den Namen Renate. 1962 wurde es per Bahn nach Regensburg transportiert, wo es aber nur kurz zum Einsatz kam. Besitzer des Schiffes war damals A. Suchy, der dann versuchte, in Kelheim einen Personenschifffahrtsbetrieb zu etablieren. Dies glückte aber offenbar nicht und das Schiff wurde schließlich an das Ehepaar Schweiger verkauft. Ab dem 17. August 1967 fuhr es für Schweigers neu gegründetes Unternehmen. Wenige Jahre später, 1974, verkaufte das Ehepaar Schweiger das Schiff an Max und Karl Klinger in Regensburg, wo es den Namen Rataspona erhielt. 1980 wurde die ehemalige Renate als Arbeitsschiff an die Firma Brandner Schiffahrt in Wallsee verkauft, schließlich endete sie als White Lady in privaten Händen und wurde wegen ihres schlechten Zustandes – wahrscheinlich nach 2007 – verschrottet. Diese erste Renate war 19,35 Meter lang und 3,17 Meter breit. Sie hatte einen Tiefgang von nur 0,49 Metern und wurde von einem achtzylindrigen 4-Takt-Dieselmotor von Deutz mit 155 PS angetrieben. Das Schiff mit einer Verdrängung von 20,5 Tonnen konnte 58 Personen befördern.
Die nächste Renate des Personenschiffsverkehrs Josef Schweiger war ein Neubau, der 1974 von Theodor Hitzler in Regensburg fertiggestellt wurde. Das Schiff war nach einem Umbau fast doppelt so groß wie die erste Renate und hatte eine Kapazität von 250 Fahrgästen. Auch diese Renate wurde von der Familie Schweiger an das Regensburger Unternehmen Klinger verkauft: 1988 wurde sie dort zur Johannes Kepler.

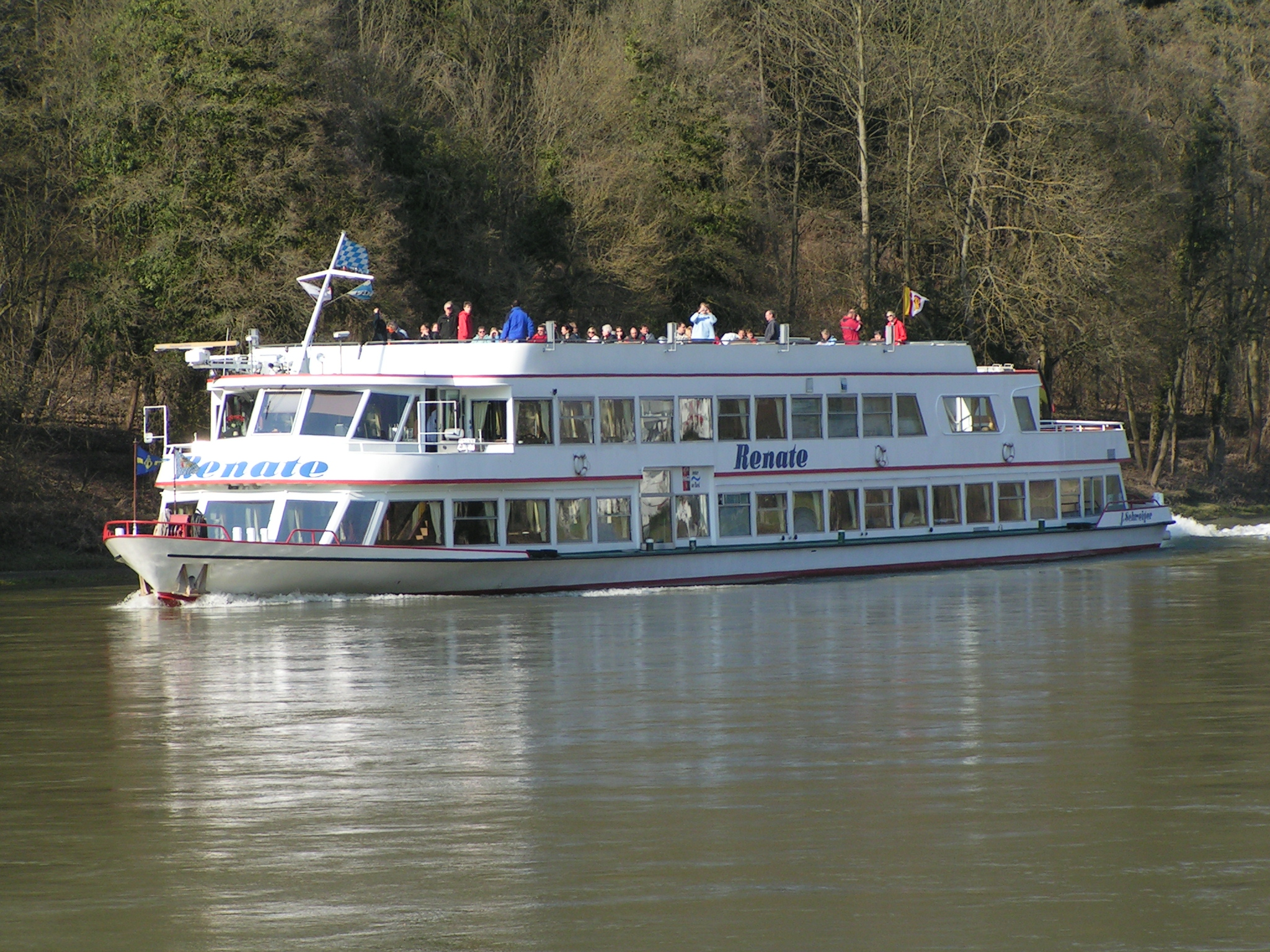
Die 1988 gebaute dritte Renate

Die dritte Renate, gebaut auf der Schiffswerft Schmidt, leistete dem Personenschiffsverkehr Josef Schweiger rund 30 Jahre lang ihre Dienste. Das Schiff, das 600 Fahrgäste befördern konnte, war bis 2018 in Kelheim im Einsatz und kam dann als Alt Heidelberg auf den Neckar.
2018 wurde von Ilse Aigner eine neue Renate getauft. Schon bei der Schiffstaufe wies Renate Schweiger auf ein Problem hin, das die Kelheimer Schifffahrtsunternehmen zu dieser Zeit hatten: Häufig niedrige Wasserstände und dazu noch eine Kiesbank vor dem Kloster Weltenburg erwiesen sich für größere Schiffe als hinderlich beim Anlegen und Wenden. Im Jahr 2019 ließen Echolot-Ergebnisse hoffen, die Kiesbank sei von allein wieder verschwunden, aber diese Annahme stellte sich als trügerisch heraus. 
Im Jahr 2021 schaffte Renate Schweiger deshalb mit der Donauprinzessin, einem Lux-Bau, ein zusätzliches Schiff an, das kleiner und wendiger als die Renate war und mit den ungünstigen Gegebenheiten vor Weltenburg weniger Probleme hatte.
Die erst 2018 in Betrieb genommene Renate stand (Stand: April 2022) erfolgreich zum Verkauf; sie soll, obwohl ob ihres dieselelektrischen Antriebs als relativ umweltfreundlich angesehen, durch ein neues Schiff mit reinem Elektroantrieb ersetzt werden.
Es gab außer den bereits erwähnten Schiffen noch eine Renate II, die zwar nicht für den Personenschiffsverkehr Josef Schweiger fuhr, aber dennoch im Besitz der Familie Schweiger war: Nachdem 1992 der Rhein-Main-Donau-Kanal eröffnet worden war und ein ungeahnter Touristenzustrom stattgefunden hatte, legte sich die Familie ein weiteres Schiff zu. Volker Hauff hatte in den 1970er Jahren vor dem Bau dieses Kanals gewarnt, in dem 35 Kilometer der Altmühl verschwanden, Hubert Weiger beklagte ein ökologisches Desaster, Otto Wiesheu rekapitulierte dagegen fünf Jahre nach Eröffnung des Kanals, der Wirtschaftsweg habe alle Erwartungen übertroffen. Mit dem Ansturm der Radfahrer und anderer Touristen hatte aber niemand gerechnet. Nachdem die damalige Renate bei den Eröffnungsfeierlichkeiten des Kanals tagelang überfüllt gewesen war, investierte Renate Schweiger 3,5 Millionen Mark in ein neues Schiff und gründete die Personenschiffahrt Altmühltal mit Sitz in Dietfurt an der Altmühl. Die Renate II mit einer Kapazität von 700 Fahrgästen kam ab 1994 zum Einsatz und wurde 2008 verkauft. Sie wird mittlerweile als Partyschiff Catwalk genutzt. Die Personenschiffahrt Altmühltal existiert nicht mehr. 